# Manuel de Góngora y Martínez
Manuel de Góngora y Martínez (Tabernas, Almeria, 13 de gener de 1822 - Madrid, 10 d'abril de 1884) va ser un arqueòleg, advocat i escriptor espanyol.

## Biografia
Va ser llicenciat en dret per la Universitat de Granada on va exercir com a tal. El 1868 va descobrir la «Cueva de los Letreros», situada a Vélez-Blanco, on a més a més de pintures rupestres es va trobar l'Indalo. Va ser degà de la facultat de Filosofia i Lletres de la Universitat de Granada, estant catedràtic d'Història Universal. El 1866 va ser elegit membre associat dels Instituts Arqueològics de Roma, Berlín i París. Va pertànyer a l'Acadèmia Sevillana de Bones Lletres i a la Reial Acadèmia de Belles Arts de Nostra Senyora de les Angustias de Granada. Va ser també inspector d'antiguitats.

## Obres
- Antigüedades prehistóricas de Andalucía (1868)
- Viaje literario por las provincias de Granada y Jaén (1860)
- A la Hermanita Carmen y a las monjas del convento de Santa Catalina de Zafra de Granada (1873)
- Lecciones de historia universal (1878)
- Lecciones de historia universal y particular de España (1878)
- Monumentos del antiguo Reino de Granada (1870)
- Memoria sobre la cueva de los Murciélagos
- Nociones de historia universal (1882)
- Nociones de Historia Universal y de España (1882)